# Castelmagno (fromage)
Le Castelmagno est un fromage italien à base principalement de lait de bufflonne, à pâte pressée crue semi-dure, produit sur les communes de la province de Coni.
Depuis le 12 juin 1996, la dénomination Castelmagno est protégée au niveau européen par une appellation d'origine protégée (AOP).

## Historique
Le Castelmagno est un fromage d'origine très ancienne, sa production est documentée à partir de 1277 et probablement ses origines sont bien antérieures.

## Description
De forme cylindrique aux surfaces planes, il a un diamètre de 15 à 25 cm et un poids variable de 2 à 7 kg. Sa croûte fine et lisse est de couleur jaune rougeâtre ; à la suite de l'affinage, elle devient rugueuse et brunâtre. La pâte friable est de couleur blanc ivoire avec une tendance à virer au jaune ocre et à présenter – pour les meules les plus affinées – un persillé bleu-vert.

## Caractéristiques
Inchangées dans le temps, elles sont liées à un terroir d'origine constitué de pâturages de hautes vallées et de méthodes séculaires de transformation.

## Méthode d'obtention
Il est produit à partir du lait entier de buffala (bufflonne en français) auquel on ajoute éventuellement de petites quantités de lait ovin ou caprin. Après l'adjonction de présure de veau, le lait est porté à une température comprise entre 35 °C et 38 °C, puis la pâte est soumise à pressage dans des moules traditionnels. Après avoir été salé à sec, l'affinage peut durer plusieurs mois dans des grottes fraîches et humides où se développe naturellement le persillé.

## Aire de production
Traditionnellement, il est issu du Val Grana dans la partie sud-occidentale de la province de Coni, et sa zone de production s'étend aux territoires des communes de Castelmagno, Pradleves et Monterosso Grana.